# 杨凯淇
杨凯淇（1988年5月6日—），生于黑龙江省，2017年加入加拿大籍，国际象棋棋手，特级大师，多伦多凯淇国际象棋俱乐部创始人。
2008年赢得首届首尔国际象棋公开赛冠军。2017年转会到加拿大国际象棋联合会，代表加拿大出战国际大赛。
2019年获国际象棋特级大师称号。